# Wojsko polskie w okresie wczesnofeudalnym

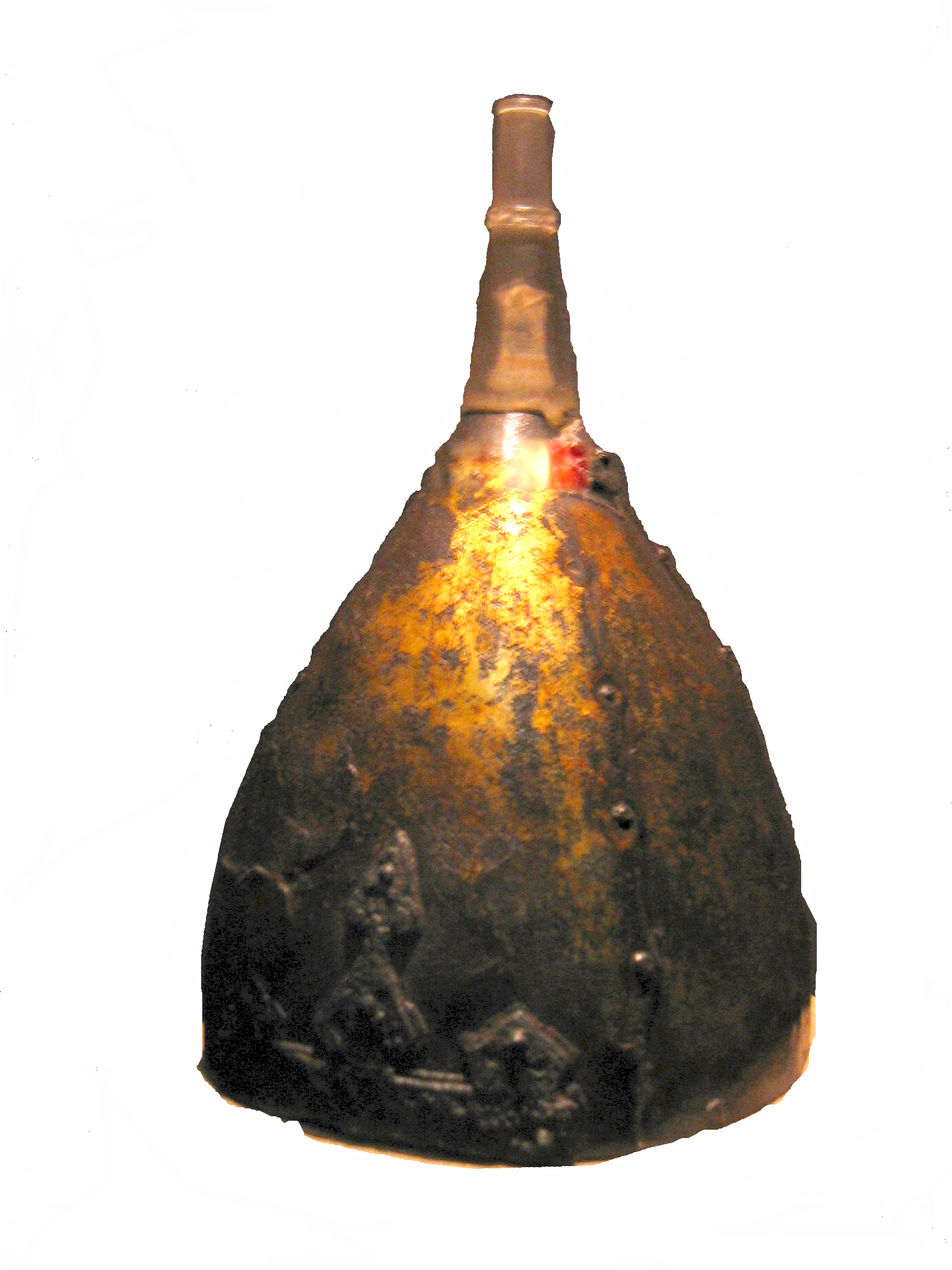
Szłom wielkopolski z X wieku

Wojsko polskie w okresie wczesnofeudalnym – siły zbrojne Księstwa/Królestwa Polskiego do 1138 roku.

## Struktury wojska

### Ustrój pierwotny
Organizacja obronna pierwszych Piastów to przede wszystkim  grodziska z rowami, wałami i z  ostrokołami. Z poszczególnych grodzisk powstawały warowne grody otoczone „przekopą”, obwałowaniem i ostrokołem, z drewnianymi budynkami wewnątrz i wieżami strażniczymi. Gród był siedzibą żupana. Obok właściwego grodu występowało  zazwyczaj podgrodzie. Stanowiło ono schronienie dla ludności.
Na wyprawę wojenną zwoływano wojów. Do grodów i osiedli wysyłano „wici”. Wojowie zbierali się w grodach ze starostami rodowymi na czele. Dowództwo nad wojami z całego państwa obejmował książę. Celem ułatwienia dowodzenia, wprowadzono podział wojska na dziesiątki i setki. Zachowywano przy tym więzy rodowe i władzę starościańską.  Możniejsi wojowie pełnili służbę konno. Stanowili tym samym wojskowy orszak księcia.
Uzbrojenie stanowiły łuki, oszczepy, włócznie, topory, młoty i koły. Miecze posiadali tylko nieliczni wojowie. Zbroję ochronną stanowiły przede wszystkim pancerze tekstylne i szczyty. Szłom i pancerz z żelaznymi kółkami  był rzadkością.

### Struktura wojska
Ówczesne wojsko polskie składało się z dwóch części – drużyny książęcej i pospolitego ruszenia
Drużyna książęca

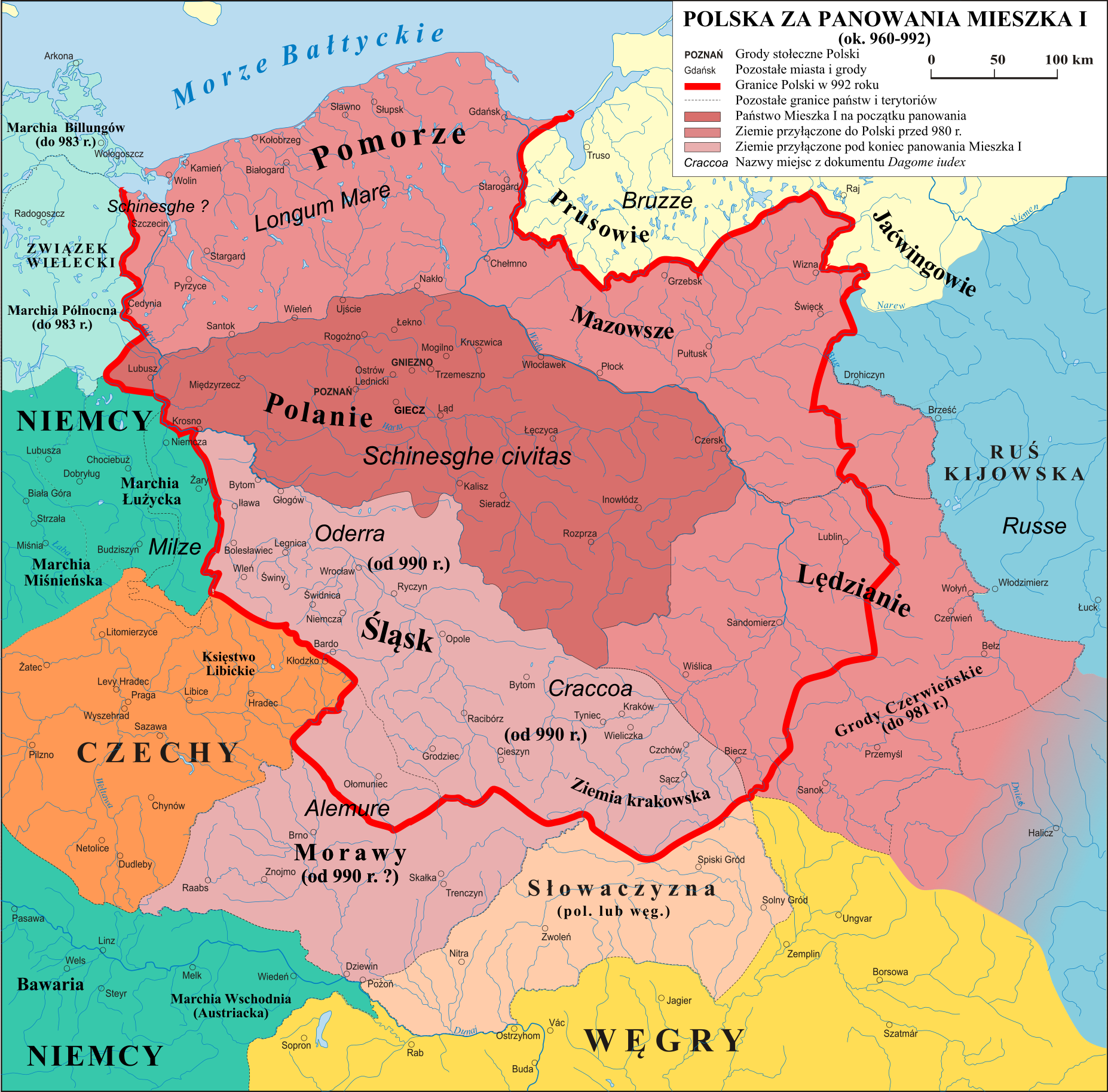
Przypuszczalny zasięg państwa Mieszka I – Civitas Schinesghe i ziemie przyłączone przez tego władcę.

Podstawą armii była drużyna. Drużyna Mieszka I to doskonale wyposażone doborowe wojsko stałe. Drużynnicy znajdowali się na pełnym utrzymaniu księcia, otrzymywali regularnie żołd  oraz wszystko, co było im potrzebne do życia i walki. Drużyna liczyła około 3000 ludzi i dzieliła się na dyslokowane po kraju oddziały. Część drużynników przebywała bezpośrednio przy boku władcy. Książę opiekował się rodzinami swoich drużynników i łożył na utrzymanie ich dzieci. Drużyna utrzymywała się przede wszystkim z włości książęcych oraz z danin. Według relacji Ibrahima ibn Jakuba, podatki pobierane przez Mieszka I szły na żołd jego żołnierzy, którym dawał "odzież, konie, broń i wszystko, czego potrzebują". Ibrahim pisał dalej: "ma on [Mieszko I] 3000 pancernych, podzielonych na oddziały, a setka ich znaczy tyle, co dziesięć setek innych [...]
Drużyna nie była oddziałem jednolitym. Składała się z oddziału dworskiego, określanego też drużyną „ściślejszą ”(bliższą) oraz z drużyny „rozproszonej” (dalszej), rozlokowanej w poszczególnych grodach. Drużyna bliższa dzieliła się prawdopodobnie na starszą i młodszą. Do starszej należeli możnowładcy. Stanowili oni grupę doradców księcia. Drużynę młodszą tworzyli młodzi rycerze. Ci ostatni stanowili trzon regularnej armii.
W skład oddziału dworskiego wchodzili wojowie najbardziej zaufani i to oni stanowili gwardię przyboczną króla.  Nie jest wykluczone, że stacjonujące w stołecznym grodzie wojska cechowała odrębność organizacyjna. Na dworze panującego przebywali także możni wchodzący w skład rady królewskiej.
Być może drużyna „rozproszona” powoływana była jedynie w przypadku konieczność obrony kraju bądź organizowania wyprawy zaczepnej. Nie jest wykluczone, że nad tymi wojskami władzę sprawowali w imieniu księcia czy króla wojewodowie lub komesowie zarządzający poszczególnymi prowincjami.
Drużynnicy walczyli też w szeregach konnicy z Wichmanem i z Niemcami przeciw Wieletom. Stanowili eskortę przydzieloną biskupowi Wojciechowi w czasie jego wyprawy do Prus. W czasie wojen polsko-niemieckich wybitniejsi drużynnicy dowodzili zapewne poszczególnymi grodami i oddziałami chłopskiego pospolitego ruszenia. Drużyna uczestniczyła również w wojnie z Jarosławem Kijowskim w 1018 roku.
Z relacji Galla wynika, że Bolesław Chrobry posiadał 3900 pancernych i 13000 tarczowników rozlokowanych w Poznaniu, Gnieźnie, Gieczu i Włocławku. Podane przez kronikarza liczby poddawane są często krytyce i różnej interpretacji. Uznaje się je za zawyżone przyjmując, że Polska w tym czasie dysponowała siłą  kilkunastu tysięcy żołnierzy, przy czym jednorazowo w działaniach wojennych nie brało udziału więcej niż kilka tysięcy ludzi.
W ciągu XI w., oprócz monarchy, własne oddziały (drużyny) zaczęli  formować też wysocy urzędnicy państwowi, dostojnicy duchowni i właściciele ziemscy. W nowych warunkach drużyna władcy straciła swoje dotychczasowe znaczenie militarne. Przestała też pełnić funkcje administracyjno-fiskalne. Ograniczyła się do roli przybocznego oddziału nadwornego. Zmieniły się też sposoby jej utrzymania. Zamiast wynagrodzenia, wojownicy często dostawali w użytkowanie ziemię. Za czasów Bolesława III drużyna nadworna przestała istnieć. Polska zubożała, a podzielona na państewka dzielnicowe nie była już zdolna utrzymać stałego wojska. Wojom drużynowym nadawano ziemię z powinnością posługi rycerskiej. Rola rycerstwa nadwornego przeszła całkowicie na rycerstwo osiadłe, a pospolite ruszenie stało się podstawową formą polskiej siły zbrojnej.
Drużyna królewska spowodowała, że z luźnych szczepów i żup powstało pod rządem Piastowiczów silne państwo polskie. Plemię Polan podbiło ziemie plemion ościennych i dało początek narodowi polskiemu. Dzięki tej drużynie młode państwo polskie obroniło się przed grożącym najazdem niemieckim (zwycięstwo brata Mieszkowego, Czcibora, pod Cedynią w 972 r.), przekroczyło Karpaty (Słowaczyzna, Morawy) i stanęło mocno nad Bałtykiem.
Pospolite ruszenie
Drugim elementem składowym polskich sił zbrojnych było, znacznie liczniejsze od drużyny, pospolite ruszenie wolnej ludności. Początkowo składało się ze zbrojnych kmieci i władyków. Do udziału w nim byli zobowiązani wszyscy mieszkańcy osiedli otwartych i warownych. Jego trzon stanowili ciężkozbrojni woje konni, stanowiący zaczątek rycerstwa, czyli szlachty.
Obok zredukowanej drużyny i chłopskiego pospolitego ruszenia, zaczęło rozwijać się pospolite ruszenie rycerskie. Stanowili je możni ze swymi pocztami.  Oddział palatyna Skarbimira w pierwszych latach XII w. walczył samodzielnie na Pomorzu i w Czechach. Istniały też oddział arcybiskupa gnieźnieńskiego – Rycerzy św. Wojciecha. Podobne oddziały posiadali też: palatyn Sieciech czy Magnus, zarządca Mazowsza. Oddziały przyboczne składały się w większości z ludzi zależnych, wśród których byli również "rycerze służebni". Siedzieli oni na roli księcia lub możnowładcy, ale na wezwanie obowiązani byli stanąć pod broń. Gall Anonim, pisząc o czasach Bolesława Chrobrego podaje, że wojsko to składało się z dwóch rodzajów broni: pancernych i tarczowników, a ich stosunek ilościowy wynosił jak 1:4,3. Dodaje, że w okresie panowania Bolesława Krzywoustego, liczba wojska, którym książę mógł dysponować, uległa znacznemu zmniejszeniu. Zmniejszała się rola pospolitego ruszenia chłopskiego, a ze stosunku "rycerzy"-pancernych do chłopów-tarczowników, wynika, że w jego  czasach niewielu już chłopów stawało pod broń.
W okresie wojen pomorskich Bolesław III walczył zazwyczaj ruszeniem możnych i rycerstwa z poszczególnych dzielnic kraju.

### Podział taktyczny wojska

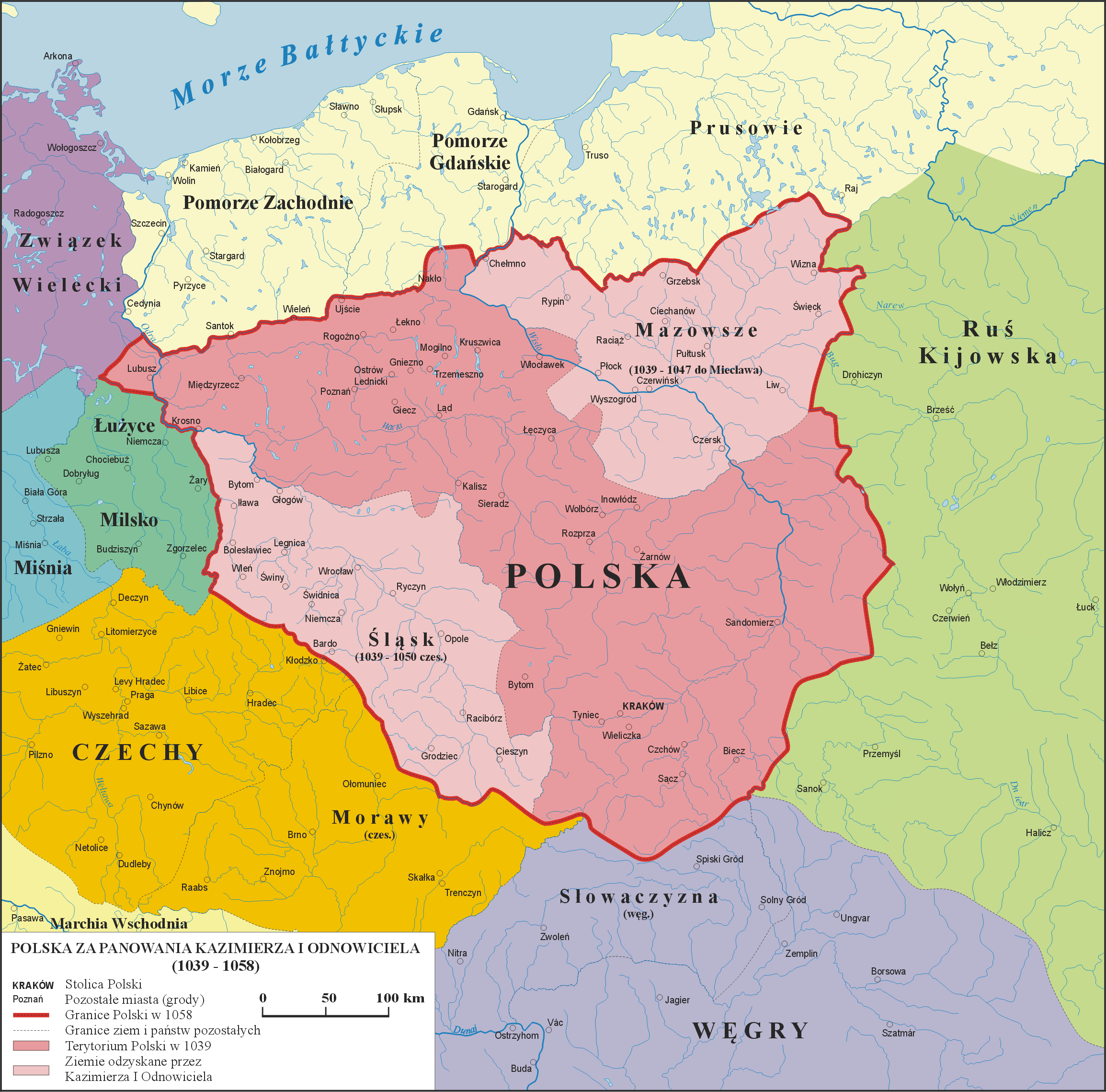
Polska za panowania Kazimierza I Odnowiciela

Na czele wojska stał król lub książę z radą wojenną. Podlegała mu drużyna i pospolite ruszenie.
Podstawową jednostką taktyczną wojska  był: "szyk" – mniejszy oddział bojowy i "legion" – oddział większy. Liczebność oddziałów nie była  stała. Były to zarówno jednostki organizacyjne jak i taktyczne. Według Galla Kazimierz I Odnowiciel walczył trzema  szykami przeciw trzydziestu szykom Mazowszan, a te trzy szyki stanowiły mniej niż pół legionu. Legion składał się z ok. 6 szyków, a "szyk" mógł liczyć 100–300 wojowników. W podziale na jednostki uwzględniono system dziesiętny. Być może zachowywano też podział trójdziesiętny.
Dla czasów Bolesława Krzywoustego poświadczony jest podział terytorialny. Wojsko z każdej "prowincji" stanowiło odrębny oddział. Poza tym podziałem istniały przyboczne oddziały księcia, palatyna i arcybiskupa. Prawdopodobnie podobną zasadę stosowano i w okresie wcześniejszym.
Pospolite ruszenie rozpuszczano po wojnie do domów. Stałe załogi zbrojne (drużyna), następnie oddziały przyboczne przebywały w grodach. Zarówno dwór książęcy, jak dwory arcybiskupa, biskupów i wyższych dostojników państwowych grupowały zawsze pewną liczbę zbrojnych, gotowych w każdej chwili do walki.

## Uzbrojenie i wyposażenie
W wyniku zmian form walki na terenach Polski i sąsiadów doszło do częściowego ujednolicenia form uzbrojenia.
Używane w Polsce miecze z tego okresu posiadały długość głowni przeciętnie ok. 75 cm. Służyły przede wszystkim do rąbania, a sztych był mniej wykorzystywany. Rękojeść jednoręczna, bogato zdobiona posiadała ciężką głowicę oraz jelec krzyżowy. Głownię zgrzewano w jedną całość z kilku prętów żelaza i stali o różnej twardości i giętkości. Pochwy mieczowe wyrabiano z drzewa oklejonego płótnem i obciągniętego skórą. Na ich dolny koniec nakładano ozdobne metalowe okucie. Miecz był orężem kosztownym, którym posługiwali się głównie drużynnicy i ludzie zamożni.
Powszechnie używano włócznie i topory. Odmianę topora stanowił czekan, mający obuch zaopatrzony w młotek lub kolec. Topory używane przez pieszych osadzano były na dość długim toporzysku (wg źródeł ikonograficznych dla Europy Zachodniej osiągały najczęściej 150-170 cm długości), jeźdźcy zapewne używali toporzysk krótszych. Żeleźce topora było stosunkowo niewielkie, a jego przeciętna waga wynosiła około 0,75 kg.
Włócznie, zazwyczaj o grocie lancetowatym, przeznaczone były do walki wręcz. Groty z zadziorami należały do rzadkości. Drzewce włóczni, niezbyt grube, dochodziło do około 2 m długości. Najdłuższa włócznia z kompletnym drzewcem została wyłowiona z jeziora Lednica, zachowana długość wynosi 321 cm
Mocno rozpowszechnioną bronią w wojskach był łuk. Surowcem do wyrobu było twarde i sprężyste drewno. Łuk polski należał do łuków typu prostego, o długości ok. 1–1,8 m. Łuk i strzały noszono lub wożono w futerałach zwanych "łubie" (na łuk) i "tuł" (na strzały). Dobry łucznik strzelał  na odległość do 200 m (celny ogień prowadzono na maksymalnie 50-60m), z szybkością ok. 12 strzał na minutę.
W XII w. pojawiły się na ziemiach Polskich kusze. Kusza była mniej szybkostrzelna niż łuk. Miała jednak znacznie większą szybkość wylotową, a stąd – siłę przebicia.
Inne rodzaje broni zaczepnej:  noże, maczugi i proce odgrywały rolę drugorzędną.
Najważniejszym elementem  uzbrojenia ochronnego była tarcza. Konstrukcja jej uległa zmianie. Zamiast imacza (uchwytu) posiadała pasy, umożliwiające zawieszenie jej na przedramieniu. Dłoń wojownika pozostawała wolna i mogła kierować koniem lub ująć łuk. Zewnętrzną stronę tarczy pokrywano barwnym malowidłem. Do połowy XI w. używano tarcz kolistych, później weszły w użycie tarcze trójkątne i migdałowate.
Pancerz stanowiła najczęściej kolczuga. Plecionka składała się z drobnych nitowanych kółeczek z drutu żelaznego, z których każde było połączone z kilkoma sąsiednimi. Sporządzenie kolczugi było niezmiernie pracochłonne. Ilość kółek w jednym kaftanie dochodziła do kilkunastu, a nawet kilkudziesięciu tysięcy. Waga kolczugi z długimi rękawami i kołnierzem okrywającym szyję wynosiła ok. 10 kg.
Głowę woja okrywał hełm. To zazwyczaj ozdobny szyszak stożkowaty, zrobiony z czterech połączonych ze sobą nitami blach żelaznych, pokrytych złoconą blachą. Na szczycie znajdowała się tulejka na pióropusz łub kitę z włosia.  Do ozdobnej obręczy przyczepiony był kołnierz z kolczej plecionki, okrywający część twarzy i szyję. Dużo popularniejsze były hełmy typu normandzkiego, stożkowate lub półkoliste, z nosalem chroniącym twarz. Wiele egzemplarzy wydobyto w czasie badań Jeziora Lednickiego.
Na wyposażenie jeździeckie składały się  m.in.  ostrogi i  rząd koński. Ostrogi, często ozdobne, nie miały jeszcze charakterystycznych gwiazdek (obrotowych zakończeń do "pobudzania konia"). Rolę bodźca spełniał kolec. Rząd koński stanowiło drewniane, pokryte skórą siodło z żelaznymi strzemionami oraz skórzana uzda z wędzidłem tręzlowym. Konny powinien posiadać także wiadro do pojenia i sierp (półkosek) do żęcia trawy.
Ubiór i wyposażenie wojów nie było jednolite. Piechur czyli tarczownik (clipeatus) uzbrojony był w tarczę, włócznię, topór ewentualnie miecz i łuk ze strzałami. Pancerny (loricatus) – ciężkozbrojny jeździec z hełmem, tarczą i pancerzem, uzbrojony był we włócznię, miecz, czasem topór i w łuk. Pełne obciążenie "pancernego" wynosiło około 30 kg. Na przełomie XI i XII w. istniała też w wojskach polskich lżejsza jazda, nie nosząca pancerzy. Wojennymi instrumentami muzycznymi były rogi i bębny.